# ヤマサキ
株式会社ヤマサキは、広島県広島市に本社を置く、化粧品、および医薬部外品の製造・販売を行う企業である。

## 企業概要
創業当時から主に海藻を由来とする原料を用いた化粧品・ヘアケア製品などを手掛けており、現在これらの製品は「La Sana」（ラサーナ）というブランドで展開している。

## 沿革
- 1970年4月 - 創業

## 事業所
- 本社 - 広島県広島市
- 東京支店 - 東京都渋谷区
- 第1工場 - 広島市安佐南区
- 第2工場 - 広島市佐伯区五日市

## イメージキャラクター

### CMモデル
- 相田翔子（La Sanaヘアエッセンス、2013年10月 - ）

## 注
1. ↑  スキンケア・一部の入浴剤のみ